# Чиндатский сельсовет
Чиндатский сельсовет — упразднённые административно-территориальная единица и муниципальное образование (сельское поселение) в Тюхтетском районе Красноярского края.
Административный центр — село Чиндат.
Сельское поселение было упразднено в марте-апреле 2020 года в связи с преобразованием Тюхтетского муниципального района в муниципальный округ, переходный период до 1 января 2021 года. На уровне административно-территориального устройства соответствующий сельсовет был упразднён со 2 августа 2021 года в связи с преобразованием Тюхтетского района в округ.

## История
Статус и границы сельского поселения установлены Законом Красноярского края от 25 февраля 2005 года № 13-3119 «Об установлении границ и наделении соответствующим статусом муниципального образования Тюхтетский район и находящихся в его границах иных муниципальных образований»

## Население
| 2010 | 2012 | 2013 | 2014 | 2015 | 2016 | 2017 |
| ---- | ---- | ---- | ---- | ---- | ---- | ---- |
| 306  | ↘288 | ↘284 | ↘281 | ↘270 | ↘265 | ↘254 |

44,4 % населения представлено чулымцами, 115 проживают в с. Пасечное и 21 в с. Чиндат (перепись 2010 года).

## Состав сельского поселения
В состав сельского поселения входят 3 населённых пункта:
| № | Населённый пункт | Тип населённого пункта       | Население |
| - | ---------------- | ---------------------------- | --------- |
| 1 | Пасечное         | деревня                      | 140       |
| 2 | Усть-Чульск      | деревня                      | 31        |
| 3 | Чиндат           | село, административный центр | 135       |

## Местное самоуправление
Чиндатский сельский Совет депутатов
Дата избрания: 14.03.2010. Срок полномочий: 4 года. Количество депутатов:  7
Глава муниципального образования
- Алин Николай Семенович. Дата избрания: 14.03.2010. Срок полномочий: 4 года